# Río Macaco Branco
El Macaco Branco es un río brasileño del estado de Santa Catarina. Forma parte de la Cuenca del Plata, nace entre las ciudades de São Miguel do Oeste y Descanso y con rumbo sur después de recorrer 62 km desemboca en el río Uruguay cerca de la ciudad de Itapiranga.
- Datos: Q3432522